# Фосфат
Фосфатите са съединения на фосфора с обща химична формула PO43-. Формално погледнато, това е всяка сол на фосфорна оксокиселина. Обикновено се отнася за солите на ортофосфорната киселина Н3РО4.